# Liste des évêques présents au premier concile de Nicée

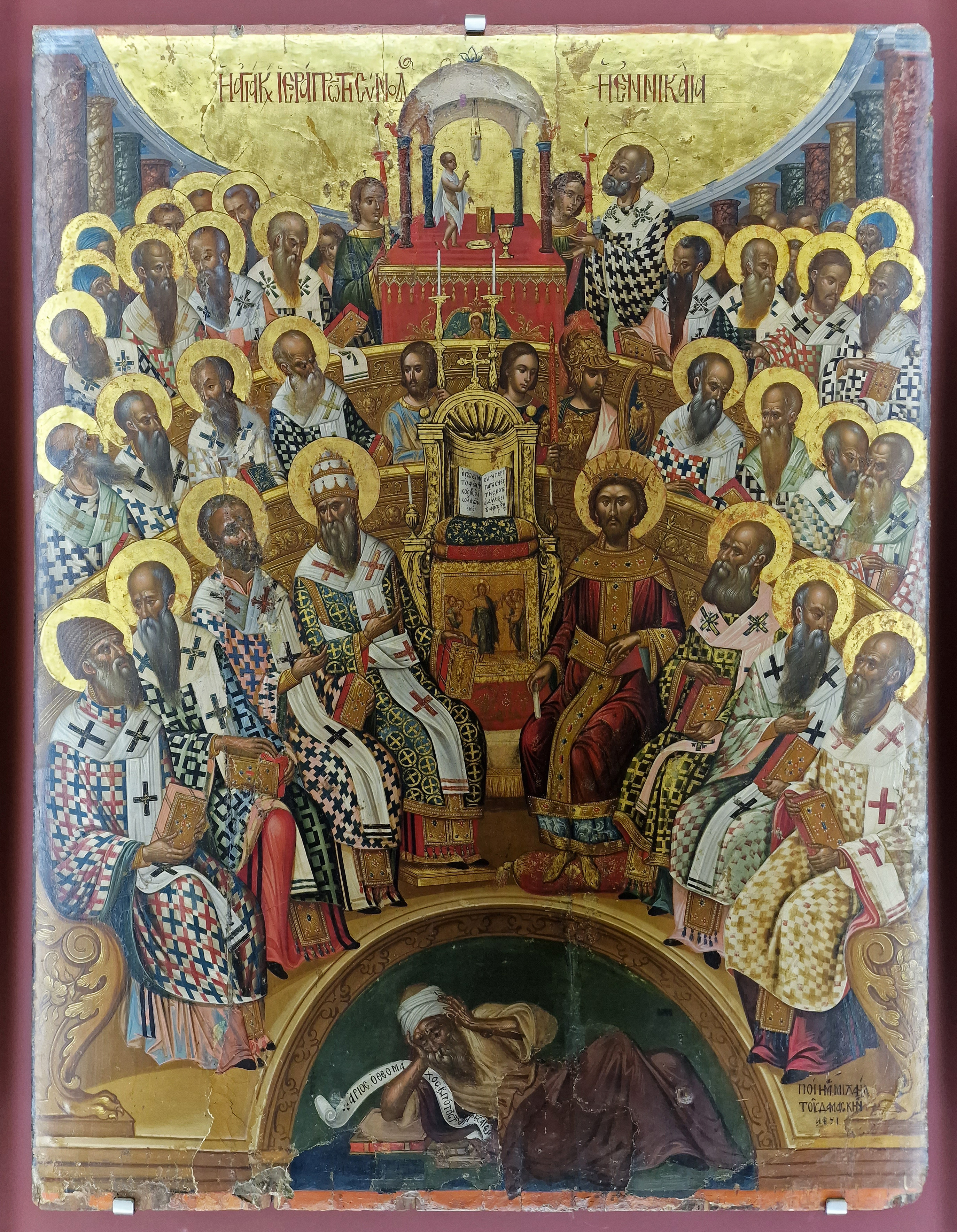
Icône représentant le Concile de Nicée, peinte par Michel Damaskinos en 1591, collection du monastère sainte Catherine du Sinaï.

Le premier concile œcuménique de l'histoire du christianisme, réuni à la demande et en présence de l'empereur Constantin Ier en 325 a, selon la tradition, rassemblé 318 évêques en Bythinie, dans la ville Nicée, située à quelque 100 kilomètres de Constantinople.
Plusieurs listes des signataires des actes du concile existent, en grec, en latin, en syriaque, en copte, en arménien et en arabe, qui varient dans les détails voire sur le nom des participants. Néanmoins aucune d'entre elles n'atteint le chiffre de 318, chiffre qui correspond au nombre des serviteurs d’Abraham mentionné dans le Livre de la Genèse et n’a été attribué au concile que plusieurs décennies après l’événement. 
Il a fallu attendre les travaux de l'historien allemand Ernst Honnigmann, publiés en 1939, pour rechercher la liste des évêques présents au concile de Nicée originale, ce dernier estimant que le nombre de ceux-ci devait se situer en fait entre 200 et 250, accompagnés d'une foule de clercs, prêtres, diacres et autres suivants.  
Honnigmann a établi une liste de 199 noms qui ont authentiquement fait partie de la liste originale, dont il a exclu trois évêques ariens de Libye, sympathisants d'Arius et parfois présents dans certaines listes, Secundus de Ptolémaïs, Secundus de Teuchira et Théonas de Marmarique. Le seul évêque occidental est le conseiller de Constantin Ossius de Cordoue mais certains textes évoquent également la présence de l'évêque de Carthage Cécilien et celui de Die, Nicaise. 
Par ailleurs, certaines hagiographies byzantines mentionnent la figure de grands évêques qui sont absents de cette liste, souvent évoqués pour leur combat contre le prêtre Arius, lui-même présent au concile, au nombre desquels Alexandre de Constantinople, Spyridon de Trimythonte, Nicolas de Myre, Marcel d'Ancyre ou encore Achille de Larissa. 

## Liste des évêques signataires
Sur ces bases, la liste proposée a été établie par l'historien Ian Mladjov, de l'Université d'État de Bowling Green pour un ouvrage de synthèse sur le Concile de Nicée publié en 2021. Les noms sont reproduits dans leur version latine ou française. Un astérisque (*) désigne les chorévêques, ou évêques « ruraux », et le sigle « ◘ » les évêques de tendance arienne.
| N°   | Nom                                                                        | Remarque                                |
| ---- | -------------------------------------------------------------------------- | --------------------------------------- |
|      | Occidentaux                                                                |                                         |
| 1.   | Ossius de Cordoue                                                          |                                         |
| 2.   | Vitus                                                                      | presbytre représentant l'évêque de Rome |
| 3.   | Vincentius                                                                 | presbytre représentant l'évêque de Rome |
|      | Éparchie d'Égypte                                                          |                                         |
| 4.   | Alexandre d'Alexandrie                                                     |                                         |
| 5.   | Paphnuce                                                                   | absent de certaines listes              |
| 6.   | Harpocration d'Alphocranon                                                 | évêque de Naucratis                     |
| 7.   | Adamantius de Cynopolis                                                    |                                         |
| 8.   | Arbition de Pharbatus                                                      |                                         |
| 9.   | Philippe de Panephysis                                                     |                                         |
| 10.  | Potamon d'Héraclée                                                         |                                         |
| 11.  | Dorothée de Peluse                                                         |                                         |
| 12   | Gaius de Thmuis                                                            |                                         |
| 13.  | Antiochus de Memphis                                                       |                                         |
| 14.  | Tibérius de Tanis                                                          |                                         |
| 15.  | Athas de Schédia                                                           |                                         |
|      | Éparchie de Thébaïde (Haute-Égypte)                                        |                                         |
| 16.  | Tyrannus d'Antinoupolis                                                    |                                         |
| 17   | Plusianus de Lycopolys                                                     | parfois « Volusianus »                  |
|      | Éparchie de Libye (deux éparchies : Libye supérieure et « Libye aride »)   |                                         |
| 18.  | Dachius de Bérénice ◘                                                      |                                         |
| 19.  | Zopyros de Barce (en) ◘                                                    | évêque de Barce                         |
| 20.  | Sérapion d'Antipyrgus                                                      |                                         |
| 21.  | Titus de Paraetonium (en)                                                  |                                         |
|      | Éparchie de Palestine                                                      |                                         |
| 22.  | Macaire de Jérusalem                                                       |                                         |
| 23.  | Germanus de Neapolis                                                       |                                         |
| 24.  | Marinus de Sébaste                                                         |                                         |
| 25.  | Gaianus de Sébaste                                                         |                                         |
| 26.  | Eusèbe de Césarée                                                          |                                         |
| 27.  | Sabinus de Gadara                                                          |                                         |
| 28.  | Longinus d'Ascalon                                                         |                                         |
| 29.  | Pierre de Nicopolis                                                        |                                         |
| 30.  | Macrinus de Jamnia                                                         |                                         |
| 31.  | Maximus d'Éleutheropolis                                                   |                                         |
| 32.  | Paul de Maximiaopolis                                                      |                                         |
| 33.  | Januarius de Jéricho                                                       |                                         |
| 34.  | Aétius de Lydda ◘                                                          |                                         |
| 35.  | Silvanus d'Azotus                                                          |                                         |
| 36.  | Patrophile de Scythopolis ◘                                                |                                         |
| 37.  | Asclépius de Gaza                                                          |                                         |
| 38.  | Pierre d'Aela                                                              |                                         |
| 39.  | Antiochus de Capitolias                                                    |                                         |
|      | Éparchie de Phénicie                                                       |                                         |
| 40.  | Zénon de Tyr                                                               |                                         |
| 41.  | Philocalus de Panéas                                                       |                                         |
| 42.  | Enée de Ptolemaïs                                                          |                                         |
| 43.  | Magnus de Damas                                                            |                                         |
| 44.  | Théodoras de Sidon                                                         |                                         |
| 45.  | Hellanicus de Tripoli                                                      |                                         |
| 46.  | Grégoire de Beyrouth ◘                                                     |                                         |
| 47.  | Marinus de Palmyre                                                         |                                         |
| 48.  | Thaddoneus d'Émèse                                                         | ou « Anatolius » ?                      |
|      | Éparchie de Cœlé-Syrie                                                     |                                         |
| 49.  | Eustathe d'Antioche                                                        |                                         |
| 50.  | Zénobe de Séleucie                                                         |                                         |
| 51.  | Théodote de Laodicée ◘                                                     |                                         |
| 52.  | Alfius d'Apamée ◘                                                          |                                         |
| 53.  | Philoxenus de Hiérapolis                                                   |                                         |
| 54.  | Selamanes de Germanicea                                                    | ou « Salomon » ?                        |
| 55.  | Piperius de Samosate                                                       | ou « Papirius » ?                       |
| 56.  | Archelaus de Doliché                                                       |                                         |
| 57.  | Euphratius de Balanée                                                      | ou « Euphrantius » ?                    |
| 58.  | Phaladius*                                                                 | ou « Palladius » ?                      |
| 59.  | Zoïlus de Gabala                                                           |                                         |
| 60.  | Bassus de Zeugma                                                           |                                         |
| 61.  | Bassianus de Rafanée                                                       |                                         |
| 62.  | Gérontius de Larisa                                                        |                                         |
| 63.  | Manicius d'Épiphanie                                                       |                                         |
| 64.  | Eustathe d'Aréthuse                                                        |                                         |
| 65.  | Paul de Néocésarée                                                         | ville de garnison sur l'Euphrate        |
| 66.  | Syricius de Cyrrhus                                                        |                                         |
| 67.  | Séleucus*                                                                  |                                         |
| 58.  | Pierre de Gendarus (en)                                                    |                                         |
| 69.  | Pégasius d'Arbocadama                                                      | ou « Haba-Kedem »                       |
| 70.  | Bassones de Gabula                                                         |                                         |
|      | Éparchie d'Arabie                                                          |                                         |
| 71.  | Nicomaque de Bos(t)ra                                                      |                                         |
| 72.  | Cyrion de Philadelphia                                                     |                                         |
| 73.  | Gennadius d'Hésebon                                                        |                                         |
| 76.  | Séverus de Soada/Dyonisias                                                 |                                         |
| 75.  | Sopater de Errhe de Batanée                                                |                                         |
|      | Éparchie de Mésopotamie                                                    |                                         |
| 76.  | Aetholus d'Édesse                                                          |                                         |
| 77.  | Jacques de Nisibe                                                          |                                         |
| 78.  | Antiochus de Reshaina                                                      |                                         |
| 79.  | Mareas de Macedonopolis                                                    |                                         |
| 80.  | Jean de Perse                                                              |                                         |
|      | Éparchie de Cilicie                                                        |                                         |
| 81.  | Théodore de Tarse                                                          |                                         |
| 82.  | Amphion d'Épiphanie (en)                                                   |                                         |
| 83.  | Narcisse de Néronias (en) ◘                                                |                                         |
| 84.  | Moïse de Castabala (en)                                                    |                                         |
| 85.  | Nicétas de Flavias (en)                                                    |                                         |
| 86.  | Eudémon*                                                                   |                                         |
| 87.  | Paulin d'Adana                                                             |                                         |
| 88.  | Macédonius de Mopsueste                                                    |                                         |
| 89.  | Tarcondimantus d'Ægée ◘                                                    |                                         |
| 90.  | Hésychius d'Alexandrie                                                     |                                         |
|      | Éparchie de Cappadoce                                                      |                                         |
| 91.  | Léonce de Césarée                                                          | Césarée de Cappadoce                    |
| 92.  | Eupsychius de Tyane                                                        |                                         |
| 93.  | Érythrius de Colonia                                                       |                                         |
| 94.  | Timothée de Cybistra (en)                                                  |                                         |
| 95.  | Ambroise de Comana                                                         |                                         |
| 96.  | Stéphane*                                                                  |                                         |
| 97.  | Rodon*                                                                     |                                         |
|      | Éparchie d'Arménie (deux éparchies : Arménie Mineure et Arménie Majeure ?) |                                         |
| 98.  | Eulalius de Sébastée ◘                                                     |                                         |
| 99.  | Euethius de Satala (en)                                                    |                                         |
| 100. | Eudromius*                                                                 |                                         |
| 101. | Théophane*                                                                 |                                         |
| 102. | Aristakès* ?                                                               |                                         |
|      | Éparchie du Diospontus                                                     |                                         |
| 103. | Eutychius d'Amasia                                                         | absent de certaines listes              |
| 104. | Elpidius de Comana                                                         | parfois « Helpidius »                   |
| 105. | Héraclius de Zéla                                                          |                                         |
|      | Éparchie du Pont Polémoniaque                                              |                                         |
| 106. | Longinus de Néocésarée                                                     |                                         |
| 107. | Domnus de Trébizonde                                                       |                                         |
| 108. | Stratophilus de Pityussa                                                   |                                         |
|      | Éparchie de Paphalgonie                                                    |                                         |
| 109. | Philadelphe de Pompeiopolis                                                |                                         |
| 110. | Pétronius de Ionopolis                                                     |                                         |
| 111. | Eupsychius d'Amastris                                                      |                                         |
|      | Éparchie de Galatie                                                        |                                         |
| 112. | Pancarius d'Ancyre                                                         |                                         |
| 113. | Dicasius de Tavia                                                          |                                         |
| 114. | Erechthius G(a)damaua                                                      | localisation inconnue                   |
| 115. | Philadelphe de Juliopolis (en)                                             |                                         |
|      | Éparchie d'Asie                                                            |                                         |
| 116. | Théonas de Cyzique                                                         |                                         |
| 117. | Ménophantus d'Éphèse ◘                                                     |                                         |
| 118. | Orion d'Ilion                                                              |                                         |
| 119. | Eutychius de Smyrne                                                        |                                         |
| 120. | Mithres de d'Hypèpes                                                       |                                         |
| 121. | Paul d'Anaea (en)                                                          |                                         |
|      | Éparchie de Lydie                                                          |                                         |
| 122. | Artemidore de Sardes                                                       |                                         |
| 123. | Seras de Thyateira                                                         |                                         |
| 124. | Hetoemasius de Philadelphie                                                |                                         |
| 125. | Pollion de Baris (en)                                                      |                                         |
| 126. | Agogius de Tripoli                                                         |                                         |
| 127. | Florentius d'Ancyre                                                        |                                         |
| 128. | Antiochus d'Aurelianopolis                                                 | localisation inconnue                   |
| 129. | Marc de Standus                                                            |                                         |
|      | Éparchie de Phrygie                                                        |                                         |
| 130. | Nunechius de Laodicée                                                      |                                         |
| 131. | Flaccus de Sanaos                                                          |                                         |
| 132. | Procope de Synnada                                                         |                                         |
| 133. | Pisticus d'Aizanoi                                                         |                                         |
| 134. | Athénodorus de Dorylée                                                     |                                         |
| 135. | Eugenius d'Eucarpia                                                        |                                         |
| 136. | Flaccus de Hiérapolis                                                      |                                         |
|      | Éparchie de Pisidie                                                        |                                         |
| 137. | Eulalius d'Iconium                                                         |                                         |
| 138. | Télémaque d'Adrianopolis                                                   |                                         |
| 139. | Hesychius de Néapolis (en)                                                 |                                         |
| 140. | Euthychius de Séleucie (en)                                                |                                         |
| 141. | Granius de Limenae (en)                                                    | localisation inconnue                   |
| 142. | Tarsicius d'Apamée                                                         |                                         |
| 143. | Patricius d'Amblada (en)                                                   |                                         |
| 144. | Polycarpe de Métropolis (en)                                               |                                         |
| 145. | Académius de (Mostene (en)/Pappa (en))                                     |                                         |
| 146. | Héraclius de Baris (en)                                                    |                                         |
| 147. | Théodore de Uasada (en)                                                    |                                         |
|      | Éparchie de Lycie                                                          |                                         |
| 148. | Eudémus de Patara                                                          |                                         |
|      | Éparchie de Pamphylie                                                      |                                         |
| 149. | Calliclès de Pergé                                                         |                                         |
| 150. | Heurésius de Termessos                                                     |                                         |
| 151. | Zeuxius d'Uarbe                                                            |                                         |
| 152. | Domnus d'Aspendos                                                          |                                         |
| 153. | Cyntianus de Séleucie                                                      |                                         |
| 154. | Patricius de Maximianopolis                                                |                                         |
| 155. | Aphrodisius de Magydus (en)                                                |                                         |
|      | Éparchie des Îles                                                          |                                         |
| 156. | Euphrosynus de Rhodes                                                      |                                         |
| 157. | Meliphthongus de Kos                                                       |                                         |
|      | Éparchie de Carie                                                          |                                         |
| 158. | Eusèbe d'Antioche                                                          |                                         |
| 159. | Ammonius d'Aphrodisias                                                     |                                         |
| 160. | Eugenius d'Apollonias                                                      |                                         |
| 161. | Letodorus de Cibyra                                                        |                                         |
| 162. | Eusèbe de Milet                                                            |                                         |
|      | Éparchie d'Isaurie                                                         |                                         |
| 163. | Stéphane de Batata                                                         |                                         |
| 164. | Athénaeus de Coropissus (en)                                               |                                         |
| 165. | Aedesius de Claudiopolis                                                   |                                         |
| 166. | Agapius de Séleucie                                                        |                                         |
| 167. | Silvanus de Métropolis                                                     |                                         |
| 168. | Antonius d'Antioche (en)                                                   |                                         |
| 169. | Nestor de Syedra                                                           |                                         |
| 170. | Hesychius*                                                                 |                                         |
| 171. | Cyrille de Humanada                                                        |                                         |
| 172. | Anatolius*                                                                 |                                         |
| 173. | Gordianus*                                                                 |                                         |
| 174. | Paul de Laranda                                                            |                                         |
| 175. | Quintus*                                                                   |                                         |
| 176. | Tibérius d'Ilistra (en)                                                    |                                         |
| 177. | Aquilas*                                                                   |                                         |
|      | Éparchie de Chypre                                                         |                                         |
| 178. | Cyrille de Paphos                                                          |                                         |
| 179. | Gélase de Salamine                                                         |                                         |
|      | Éparchie de Bithynie                                                       |                                         |
| 180. | Eusèbe de Nicomédie ◘                                                      |                                         |
| 181. | Théognios de Nicée ◘                                                       |                                         |
| 182. | Maris de Chalcédoine ◘                                                     |                                         |
| 183. | Cyrion de Cius                                                             |                                         |
| 184. | Esychius de Prusa (en)                                                     |                                         |
| 185. | Gorgonius d'Apollonie (en)                                                 |                                         |
| 186. | George de Prusias                                                          |                                         |
| 187. | Euethius d'Adrianople (en)                                                 |                                         |
| 188. | Théophanès*                                                                |                                         |
| 189. | Rufus de Césarée (en)                                                      |                                         |
| 190. | Eulalius*                                                                  |                                         |
|      | Éparchie d'Europe                                                          |                                         |
| 191. | Phaedrus d'Héraclée                                                        |                                         |
|      | Éparchie de Dacie                                                          |                                         |
| 192. | Protogenès de Sardique                                                     |                                         |
| 193. | Marc de Tomis                                                              | en Scythie mineure ?                    |
|      | Éparchie de Mysie                                                          |                                         |
| 194. | Pistus de Marcianopolis                                                    |                                         |
|      | Éparchie de Macédoine                                                      |                                         |
| 195. | Alexandre de Thessalonique                                                 |                                         |
| 196. | Pudens de Stobi                                                            | parfois « Budis »                       |
|      | Éparchie d'Achaïe                                                          |                                         |
| 197. | Pistus d'Athènes                                                           |                                         |
| 198. | Stratégius d'Héphaïstia                                                    |                                         |
|      | Éparchie de Thessalie                                                      |                                         |
| 199. | Cléonicus de Thèbes (en)                                                   |                                         |